# ミネラル・デル・モンテ (イダルゴ州)
ミネラル・デル・モンテ（Mineral del Monte）は、メキシコのイダルゴ州にある自治体。レアル・デル・モンテ（Real del Monte）とも呼ばれている。かつて銀の採掘で栄えた。プエブロ・マヒコ選出。